# Раймон Жером
Раймон Жером (фр. Raymond Gérôme; нар. 17 травня 1920 Брюссель, Бельгія — пом. 2 лютого 2002 р. Ліа, Іль-де-Франс, Франція) — французький актор. Жанр: драма, кримінал, комедія.

## Життєпис

### Родина
Справжнє ім'я Раймон Жозеф Леон де Бакке (фр. Raymond Joseph Léon de Backer)
Народився в сім'ї бельгійського підприємця Лео де Баккера та голландки Марі Файкерс.

### Навчання
Навчався в університеті Брюсселя і закінчував драматичну школу Чарльза Дулліна.

### Театр і кіно
Захопившись театром ще у 1941 році працює у молодіжному театрі Бельгії, невдовзі у Національному театрі Брюсселя, де він був керівником до 1952 р.
У 1954 переїздить до Парижу де починає кар'єру в кіно, продовжуючи працювати у найвідоміших театрах: Де ля Мадлен (Théâtre de la Madeleine), Монпарнас (Théâtre Montparnasse)та інших.
Грав у багатьох телесеріалах, одна із блискучих ролей Шерлока Холмса. Озвучував іноземні фільми і мультфільми.
Любив подорожувати і був поліглотом.

### Смерть
Помер від серцевого нападу на 81 році.

### Літературна спадщина
Раймон Жером є також автором численних п'єс, віршів, оповідань. Його перший роман «Сплячий у Празі» (Celui qui dormait dans Prague) опублікований у 1991 р.

### Фільмографія
| Рік  | Назва українською                                         | Назва французькою                                                       | Країна                                              |  |
| ---- | --------------------------------------------------------- | ----------------------------------------------------------------------- | --------------------------------------------------- |  |
| 2000 | Сад (Маркіз де Сад)                                       | Sade                                                                    | Франція                                             |  |
| 1995 | La Duchesse de Langeais                                   | Франція                                                                 |                                                     |  |
| 1991 | Операція «Тушонка»                                        | Opération Corned-Beef L'                                                | Франція                                             |  |
| 1991 | Гроші                                                     | Money                                                                   | Франція, Канада, Італія                             |  |
| 1989 | Французька революція (1 фільм)                            | Révolution française, La                                                | Канада, Велика Британія, Німеччина, Італія, Франція |  |
| 1988 | Не розбурхуйте поліцейського, що спить                    | Ne réveillez pas un flic qui dort                                       | Франція                                             |  |
| 1977 | Потвора                                                   | L'Animal                                                                | Франція                                             |  |
| 1977 | Портрет Доріана Грея                                      | Portrait de Dorian Gray, Le                                             | Франція                                             |  |
| 1977 | Ніжний поліцейський                                       | Tendre poulet                                                           | Франція                                             |  |
| 1975 | Божественна                                               | Divine                                                                  | Франція                                             |  |
| 1973 | Хороше дільце                                             | Belle affaire, La                                                       | Франція                                             |  |
| 1973 | Найважливіша подія з тих пір, як людина ступила на Місяць | Événement le plus important depuis que l'homme a marché sur la lune, L' | Франція                                             |  |
| 1973 | Надзвичайний                                              | Magnifique                                                              | Le Франція, Італія                                  |  |
| 1972 | Подорож з моєю тіткою                                     | Travels with My Aunt                                                    | США                                                 |  |
| 1972 | День Шакала                                               | Chacal                                                                  | Велика Британія, Франція                            |  |
| 1971 | Будинок під деревами                                      | Maison sous les arbres, La                                              | Італія, Франція                                     |  |
| 1970 | Тропік Рака                                               | Tropic of Cancer                                                        | США                                                 |  |
| 1969 | Мозок                                                     | Cerveau, Le                                                             | Франція, Італія                                     |  |
| 1968 | Під знаком бика                                           | Under the Sign of the Bull                                              | Франція                                             |  |
| 1968 | Непристойна жінка                                         | La Petite vertu                                                         | Франція                                             |  |
| 1967 | Ніч генералів                                             | Nuit des généraux, La                                                   | Велика Британія, Франція                            |  |
| 1962 | Наполеон II. Орля                                         | Napoléon II, l'aiglon                                                   | Італія, Франція                                     |  |
| 1962 | Залізна маска                                             | Masque de fer, Le                                                       | Італія, Франція                                     |  |
| 1961 | Чи любите ви Брамса? (у титрах немає)                     | Aimez-vous Brahms?                                                      | США, Франція                                        |  |
| 1960 | Із серцем, що б'ється                                     | Coeur battant, Le                                                       | Франція                                             |  |
| 1960 | Принцеса Клевська                                         | Princesse de Clèves, La                                                 | Франція, Італія                                     |  |
| 1955 | Справа про отрути (у титрах немає)                        | Affaire des poisons, L'                                                 | Франція                                             |  |